# Ennio de Concini
Ennio De Concini (Roma, 9 de diciembre de 1923 – 17 de noviembre de 2008) fue un guionista y director de cine italiano, ganando el Óscar al mejor argumento y guion original de 1962 por Divorcio a la italiana.

## Biografía
Autor particularmente prolífico, escribió más de 150 guiones que practican los géneros más dispares, desde el colosal histórico-literario hasta el mitológico y el terror, desde el melodrama hasta la comedia italiana. Es considerado el padre del floreciente género de ficción italiano, habiendo escrito el primer episodio de la serie La piovra (1984) y habiéndola escrito hasta la tercera miniserie. Aunque con menos éxito, también probó suerte en la dirección, tanto en el cine (Los 11 mosqueteros en 1952; Daniel y María y Los últimos 10 días de Hitler de 1973) y televisión (Cuatro historias de mujeres, episodio 'Luisa" de 1989), y también produjo la película de Antonio Leonviola Los gladiadores (1963). Murió en Roma el 17 de noviembre de 2008 y tres días después el funeral en la iglesia de San Roberto Bellarmino, en el barrio de Parioli. Descansa en el Cementerio Monumental de Verano.
Es padre de Corrado De Concini.

## Filmografía
Como guionista
- Amo un assassino, de Baccio Bandini (1951)
- Totò e i re di Roma, de Mario Monicelli e Steno (1951)
- I tre corsari, de Mario Soldati (1952)
- Jolanda, la figlia del Corsaro Nero, de Mario Soldati (1953)
- La bella campesina, de Mario Camerini (1955)
- Guerra y paz (War and Peace), de King Vidor (1956)
- El grito (Il grido), de Michelangelo Antonioni (1957)
- La rebelión de los gladiadores (La rivolta dei gladiatori), de Vittorio Cottafavi (1958)
- Gli italiani sono matti, de Duilio Coletti e Luis María Delgado (1958)
- Un maldito embrollo (Un maledetto imbroglio), de Pietro Germi (1959)
- Hércules encadenado (Ercole e la regina di Lidia), de Pietro Francisci (1959)
- Mujeres violentas (La regina delle Amazzoni), de Vittorio Sala (1960)
- Saffo, venere di Lesbo de Pietro Francisci (1960)
- La máscara del demonio (La maschera del demonio), de Mario Bava (1960)
- La emperatriz Messalina (Messalina, Venere imperatrice), de Vittorio Cottafavi (1960)
- Las legiones de Cleopatra (Le legioni di Cleopatra), de Vittorio Cottafavi (1960)
- Constantino el grande (Costantino il Grande), de Lionello De Felice (1960)
- La larga noche del 43 (La lunga notte del '43), de Florestano Vancini (1960)
- El coloso de Rodas (Il colosso di Rodi), de Sergio Leone (1961)
- Divorcio a la italiana (Divorzio all'italiana), de Pietro Germi (1961)
- Los cañones de San Sebastián (La Bataille de San Sebastian), de Henri Verneuil (1962)
- Los titanes, de Duccio Tessari (1962)
- Italiani brava gente, de Giuseppe De Santis (1965)
- Guerra secreta (The Dirty Game), de Christian-Jaque, Werner Klingler, Carlo Lizzani e Terence Young (1965)
- El parasol (L'ombrellone), de Dino Risi (1965)
- Arreglo de cuentas en San Genaro (Operazione San Gennaro), de Dino Risi (1966)
- Mátame, tengo frío (Fai in fretta ad uccidermi... ho freddo!), de Francesco Maselli (1967)
- Yo soy la oveja negra (La pecora nera), de Luciano Salce (1968)
- I bastardi, de Duccio Tessari (1968)
- Uno scacco tutto matto, de Roberto Fizz (1968)
- El arquero de Sherwood (L'arciere di fuoco), de Giorgio Ferroni (1971)
- Barba Azul (Bluebeard), de Edward Dmytryk (1972)
- Los cuatro del apocalipsis (I quattro dell'apocalisse), de Lucio Fulci (1975)
- Salón Kitty de Tinto Brass (1976)
- La piovra, de Damiano Damiani (1984)
- La piovra 2, de Florestano Vancini (1986)
- La piovra 3, de Luigi Perelli (1987)
- El sol oscuro (Il sole buio), de Damiano Damiani (1990)
- Caldo soffocante, de Giovanna Gagliardo (1991)
- Marcelino, pan y vino (Marcellino pane e vino), de Luigi Comencini (1991)

Como productor
- Le gladiatrici, regia di Antonio Leonviola (1963)

Como director
- Gli 11 moschettieri, co-regia di Fausto Saraceni (1952)
- Daniele e Maria (1973)
- Hitler: los últimos diez días (Hitler: The Last Ten Days) (1973)

## Premios y distinciones
Premios Óscar
| Año  | Categoría                        | Trabajo nominado       | Resultado |
| ---- | -------------------------------- | ---------------------- | --------- |
| 1963 | Mejor argumento y guion original | Divorcio a la italiana | Ganador   |